# NGC 1527
NGC 1527 este o galaxie lenticulară situată în constelația Orologiul. A fost descoperită în 28 septembrie 1826 de către James Dunlop. Se află la o distanță de 17,06 megaparseci de Pământ.